# Сан-Джорджо-Морджето
Сан-Джорджо-Морджето (итал. San Giorgio Morgeto) — коммуна в Италии, располагается в области Калабрия, подчиняется административному центру метропольный город Реджо-ди-Калабрия.
Население коммуны, на 01.01.2024 года, составляет 2949 человек, плотность населения — 83,43 чел./км². Коммуна занимает площадь 35 км². 
Почтовый индекс — 89017. Телефонный код — 0966.
Покровителем коммуны почитается святой Георгий. Праздник ежегодно празднуется 23 апреля.

## Администрация коммуны
Главой коммуны является мэр Сальваторе Валериоти, с 8 ноября 2021 года.
Муниципалитет входит в движение «Соглашение мэров».